# Zygmunt Męski
Zygmunt Franciszek Męski (ur. 16 sierpnia 1872 w Borku, zm. 5 października 1949 w Przemyślu) – duchowny rzymskokatolicki, kanonik, działacz społeczny, poseł do austriackiej Rady Państwa.

## Życiorys
Urodził się 16 sierpnia 1872 w Borku (obecnie Jedlicze) jako syn Jana (rządca w Zarszynie) i Julii z domu Wyrwa. W 1891 zdał egzamin dojrzałości w C. K. Gimnazjum Męskim w Sanoku.
Miał siostry Jadwigę Helenę (1874-1938, nauczycielka, której 17 sierpnia 1899 w Sanoku udzielił ślub z Józefem Tomasikiem, tamtejszym profesorem gimnazjalnym, Lucynę (ur. 1884, nauczycielka w szkole ludowej w Posadzie Olchowskiej pod Sanokiem, której 25 lutego 1911 w Sanoku udzielił ślub z Emilem Heimrothem, aspirantem na stacji kolejowej w Posadzie Chyrowskiej).
Po maturze podjął studia teologiczne w Seminarium Duchownym w Przemyślu, które ukończył w 1895. Otrzymał święcenia kapłańskie 9 lipca 1895. Od 1895 do 1895 pracował jako wikary w Głogowie Małopolskim, od 1896 do 1897 jako wikary w Dębowcu, po czym był administratorem tamtejszej Parafii Świętego Bartłomieja Apostoła do 1923. Podczas posługiwania w Dębowcu został radnym Rady Powiatowej w Jaśle, gdzie był członkiem wydziału. Pełnił funkcję prezesa Powiatowego Zarządu w Jaśle Towarzystwa Kółek Rolniczych we Lwowie (1914), przewodniczącego Rady Szkolnej. W Dębowcu dzięki jego inicjatywie i wsparciu wybudowano budynek banku spółdzielczego (późniejsza siedziba urzędu gminy), w 1903 wzniesiono gmach szkoły, w 1912 nowy budynek plebanii, zbudowano most na rzece Wisłoka. Sprawował mandat posła do austriackiej Rady Państwa w Wiedniu XI kadencji (1907–1911), wybrany w okręgu nr 49 Jasło-Gorlice-Biecz. Był politykiem partii Polskie Centrum Ludowe ks. Stanisława Stojałowskiego. W parlamencie był członkiem Koła Polskiego. Bez powodzenia kandydował na posła Sejmu Krajowego Galicji X kadencji (1913–1914) w okręgu 54 Jasło. W 1916 otrzymał przywilej noszenia rokiety i mantoletu. 

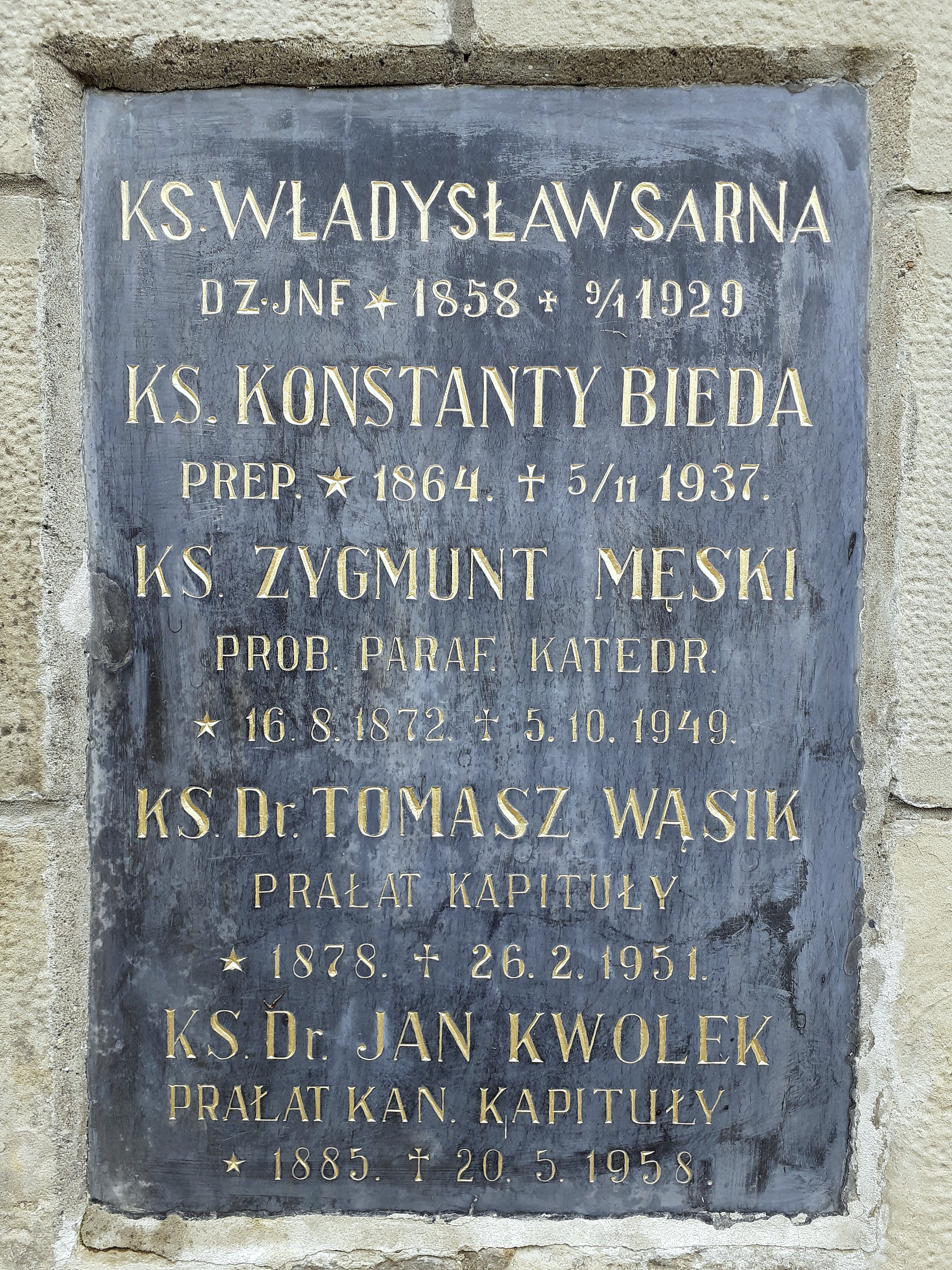
Tabliczka nagrobna ks. Zygmunta Męskiego

Od 1 czerwca 1923 do 18 lutego 1935 był proboszczem Parafii Bożego Ciała w Jarosławiu przy tamtejszej kolegiacie. W 1925 otrzymał godność podkomorzego tajnego Jego Świątobliwości Ojca św. Piusa XI. W 1925 za zgodą biskupa Anatola Nowaka założył bractwo straży honorowej Najświętszego Serca Jezusa. W kwietniu 1935 został mianowany kanonikiem gremialnym kapituły katedralnym obrządku łacińskiego w Przemyślu. Był członkiem Towarzystwa Bursy Mikołaja Kopernika w Jarosławiu. W 1935 został mianowany wizytatorem księży dziekanów. Od 1935 do 1949 był proboszczem Parafii Archikatedralnej Wniebowzięcia Najświętszej Maryi Panny i św. Jana Chrzciciela w Przemyślu. Pod koniec 1935 został mianowany egzaminatorem prosynodalnym, penitencjarzem kościoła katedralnego i dziekanem dekanatu przemskiego miejskiego. Pod koniec 1936 został mianowany asystentem Katolickiego Stowarzyszenia Mężow i Katolickiego Stowarzyszenia Kobiet. W 1947 otrzymał godność podkomorzego tajnego nadliczbowego Jego Świątobliwości Ojca św. Piusa XII. Był także dziekanem miasta, pełnił funkcję sędziego w sądzie biskupim, wizytatorem księży dziekanów i szkół średnich, egzaminatorem i patronem szkoły organistowskiej, penitencjarzem katedry.
Zmarł 5 października 1949 w Przemyślu. Został pochowany w grobowcu kapituły rzymskokatolickiej na cmentarzu Głównym w Przemyślu (kwatera RI, rząd 3, miejsce 12).